# Izaac Walton
Pour les articles homonymes, voir Walton.
Izaac ou Izaak Walton, né à Stafford dans le Staffordshire le 9 août 1593 et mort le 15 décembre 1683 à Winchester dans le Hampshire, est un écrivain anglais, dont l'œuvre est représentative de la littérature de la Restauration anglaise. 

## Biographie
Izaac Walton est né dans la petite bourgeoisie. En 1611, à 18 ans, il part à Londres et entre en apprentissage chez un drapier. Une fois à son compte, il noue des amitiés dans les milieux littéraires et ecclésiastiques et devient le biographe de nombre d'entre eux (notamment de John Donne). Au moment de la guerre civile, Izaac Walton quitte définitivement Londres et ses affaires pour se retirer dans le Staffordshire et se consacrer uniquement à l'écriture et à la pêche.
Izaac Walton meurt à 90 ans et est enterré dans la cathédrale de Winchester (Angleterre), où un vitrail entier est consacré à son passé de pêcheur. Mais la pêche au leurre remonte déjà à plus de 350 ans, quand Izaac Walton parle de l’invention d’un poisson artificiel dans son livre.
Izaac Walton est notamment l'auteur du Parfait Pêcheur à la ligne, qu'il mit dix ans à rédiger après avoir quitté Londres pour le Staffordshire en 1642. C'est au cours de ses parties de pêche sur la Dove qu'il rencontre Charles Cotton, dont il devient inséparable comme l'atteste la présence de leurs initiales entrelacées sur la serrure de la porte d'entrée du pavillon de pêche édifié par Cotton en 1674 sur les bords de la Dove. Si Charles Cotton est considéré comme le père de la pêche à la mouche moderne, Izaac Walton est celui qui lui a donné sa dimension philosophique en lui conférant ce sentiment d'appartenance à la nature.